# Grand-Déboua
Grand-Déboua est un village situé au sud-ouest de la Côte d'Ivoire, dans le département de Lakota, appartenant à la région de Lôh-Djiboua,,.